# Villains (Stray from the Path)
Villains è il terzo album in studio del gruppo musicale statunitense Stray from the Path, pubblicato il 13 maggio 2008 dalla Sumerian Records e dalla Victory Records.

## Tracce
1. Callous – 1:41
2. Villain – 2:33
3. To Vanish – 2:13
4. The White Flag – 2:42
5. Superstructure – 1:40
6. Soviet – 1:45
7. Lessons in Freud – 1:41
8. The Art of Reprisal – 1:42
9. The Spectre and His Mantra – 1:04
10. Capital – 2:08
11. Ataxia – 2:08

## Formazione
- Andrew Dijorio – voce
- Thomas Williams – chitarra
- John Kane – chitarra
- Frank Correira – basso
- Justin Manas – batteria, percussioni